# Pigeon Falls
Pigeon Falls – wieś w Stanach Zjednoczonych, w stanie Wisconsin, w hrabstwie Trempealeau.